# گوسفندچران (بوگرو)
گوسفندچران (فرانسوی: Pastourelle‎) نقاشی رنگ روغن از نقاش فرانسوی، ویلیام-آدولف بوگرو است که در سال ۱۸۸۹ تکمیل گردید. عنوان اثر از گویش مناطق شمالی فرانسه گرفته شده است. 